# Сражение при Роки-Фейс-Ридж
Сражение при Роки-Фейс-Ридж (англ. Battle of Rocky Face Ridge) — серия манёвров и перестрелок, которые стали первым сражением Атлантской кампании, и происходили с 7 по 13 мая 1864 года, во время американский Гражданской войны на западе. Три федеральные армии под командованием Уильяма Шермана подошли к позициям Теннесийской армии генерала Джозефа Джонстона у города Долтон в Джорджии, атаковали противника на хребте Роки-Фейс, но не смогли прорвать оборону южан. Федеральный корпус Макферсона должен был обойти позиции Джонстона с юга, выйти к Ресаке и отрезать противника от коммуникаций, но Макферсон не успел вовремя подойти к Ресаке. Вместе с тем, появление Макферсона в тылу заставило генерала Джонстона отступить с позиций у Роки-Фейс и занять позицию у Ресаки, что привело к сражение при Ресаке 13 мая.